# حیات وحش لیبی
حیات وحش لیبی در خط ساحلی دریای مدیترانه گسترده است و ناحیه‌های بزرگی از صحرای بزرگ آفریقا را در بر می‌گیرد. حفاظت از حیات وحش در این کشور از طریق قوانین مناسب در هفت پارک ملی، پنج ذخیره‌گاه، بیست و چهار منطقه محافظت‌شده، دو تالاب و دیگر نواحی تحت کنوانسیون رامسر صورت می‌پذیرد. مهم‌ترین پارک‌های ملی پارک ملی الکوف و پارک ملی الغارابولی هستند. ذخیره‌گاه‌های طبیعی مشهور ذخیره‌گاه بنغازی و ذخیره‌گاه زلاف هستند.